# Uetzingen
Uetzingen ist seit dem 1. Januar 2020 ein Ortsteil der Stadt Walsrode im niedersächsischen Landkreis Heidekreis. In dem Dorf leben 462 Einwohner auf einer Fläche von 10 km².

## Geografie

### Lage
Uetzingen liegt 2 km südlich vom Nachbarort Bomlitz entfernt. Zu Uetzingen gehören noch Elferdingen und Wenzingen.

### Nachbarorte
Nachbarorte sind – von Norden aus im Uhrzeigersinn – Benefeld, Bomlitz, Bad Fallingbostel, Honerdingen, Hünzingen und Cordingen.

## Geschichte
Uetzingen und die benachbarten Dörfer Elferdingen und Wenzingen nördlich der Böhme gehörten noch im 18. Jahrhundert zur Bauerschaft Honerdingen. Diese Bauerschaft wurde 1810 wegen einer neuen Grenzziehung, die nach der Besetzung des Kurfürstentums Hannover durch französische Truppen vorgenommen wurde, in Honerdingen links der Böhme und Honerdingen rechts der Böhme geteilt, wobei Uetzingen zum Teil rechts der Böhme gehörte. Erst ein Jahrhundert später, im Jahr 1912, erhielt Honerdingen rechts der Böhme den Namen Gemeinde Uetzingen (bzw. Ützingen).
Im Jahr 1968 schlossen sich die Gemeinden Benefeld, Bomlitz, Borg und Uetzingen zur neuen Gemeinde Bomlitz zusammen. Nach der Gebietsreform, die am 1. März 1974 in Kraft trat, war Uetzingen eine von acht Ortschaften der Gemeinde Bomlitz. Am 1. Januar 2020 wurde Bomlitz mit seinen Ortsteilen nach Walsrode eingemeindet.

## Infrastruktur

### Verkehr
Uetzingen liegt fernab des großen Verkehrs. Die Bundesautobahn 27 verläuft 7 km entfernt südwestlich, und die Bundesautobahn 7 verläuft 6 km entfernt südöstlich. Die von Dorfmark über Visselhövede nach Rotenburg (Wümme) führende Bundesstraße 440 verläuft nordöstlich, 5 km entfernt.

## Sehenswürdigkeiten
siehe auch Liste der Baudenkmale in Walsrode (Außenbezirke)#Uetzingen